# 羅漢寺 (重慶市)
羅漢寺（らかんじ）は、中華人民共和国重慶市渝中区にある仏教寺院。

## 歴史
北宋の治平年間（1064年-1067年）、祖月により治平寺として開かれる。
明の宣徳年間（1426年-1435年）、曦庵が伽藍を整備した。
清の康熙5年（1666年）、李国英は寺院を重修した。乾隆17年（1752年）、「竜神祠」と改称。光緒11年（1885年）、五百羅漢像は隆法によって建立された。
1912年、海清は法堂・禅堂を建立する。日中戦争の時、羅漢寺は大日本帝国陸軍戦闘機の空襲を受け、山門と千仏崖だけが残されました。1947年に大規模な再建によって、宗仙が住職となっていた。五百羅漢像を再建した。
1966年、毛沢東が文化大革命を発動し、寺院の宗教活動は中止に追い込まれた。紅衛兵が五百羅漢像を破壊した。1983年、中華人民共和国国務院は仏寺を漢族地区仏教全国重点寺院に認定した。2000年9月7日、重慶市人民政府は仏寺を重慶市文物保護単位に認定した。2006年のコメディー映画『瘋狂的石頭』は寺院内で撮影された。

## 伽藍
山門、天王殿、大雄宝殿、羅漢殿、蔵経閣